# スタイヤーノ梨々菜
スタイヤーノ梨々菜（スタイヤーノりりな、 1997年9月11日- ）は、兵庫県神戸市出身の女子プロゴルファーである。 青雲高等学校卒業。身長156cm、体重56kg。
父親がイタリア人、母親が日本人のハーフ。叔父の勧めで10歳からゴルフを始める。2011年の関西中学校ゴルフ選手権春季大会で5位になる。2018年、プロテストに合格。

## テレビ番組
- ゴルフサバイバル - 2019年10月, 2020年8月の陣 (BS日テレ)